# Mordet på en kinesisk bookmaker
Mordet på en kinesisk bookmaker (engelska: The Killing of a Chinese Bookie) är en amerikansk långfilm från 1976 i regi av John Cassavetes, med Ben Gazzara, Timothy Carey, Seymour Cassel och Robert Phillips i rollerna. Filmen hade svensk premiär den 8 oktober 1977.

## Handling
Nattklubbsägaren Cosmo Vitelli (Ben Gazzara) tycker om kortspel. När han spelar på kredit förlorar han och för att betala sitt vad tvingas han mörda en kinesisk bookmaker.

## Rollista
| Ben Gazzara         | – Cosmo Vittelli     |
| Timothy Carey       | – Flo                |
| Seymour Cassel      | – Mort Weil          |
| Robert Phillips     | – Phil               |
| Morgan Woodward     | – The Boss           |
| John Kullers        | – The Accountant     |
| Al Ruban            | – Marty Reitz        |
| Azizi Johari        | – Rachel             |
| Virginia Carrington | – Mama               |
| Meade Roberts       | – Mr. Sophistication |